# Bulsatcom
A Bulsatcom é uma operadora búlgara de televisão por satélite, internet e de telefonia móvel, fundada em 2004 como o primeiro operador DVB-C do país. É presidida por Plamen Genchev. A empresa é operada a partir da Stara Zagora. Desde 2009 ela começou a construir uma rede de internet LAN, e possui mais de 15 operadoras regionais na Bulgária.
A empresa é atualmente a segunda maior em termos de número de assinantes na Bulgária, depois do operador de cabo Blizoo. Em 2012, o regulador de comunicação búlgaro (CRC) deu a Bulsatcom a permissão para usar recursos de rádio-frequência para serviços móveis e de internet.
A Bulsatcom também gerencia a empresa BG Sat, que é dono do canal de desporto TV+ e do canal de filmes F+.
O primeiro satélite de comunicação da Bulgária, o BulgariaSat-1, que foi construído pela Space Systems/Loral (SS/L) é operado por uma das suas filiais, a Bulgaria Sat.